# Марія Христина Нідерландська
Марія Христина Нідерландська (нід. Maria Christina, Prinses der Nederlanden, 18 лютого 1947, палац Сустдейк, Барн, Нідерланди — 16 серпня 2019) — нідерландська принцеса, молодша дочка королеви Юліани і її чоловіка принца Бернарда Ліппе-Бестерфельдського, тітка нинішнього короля Віллема-Олександра.

## Біографія
Принцеса народилася 18 лютого 1947 року в палаці Сустдейк, ставши молодшою дочкою майбутньої королеви Нідерландів Юліани і її чоловіка принца Бернарда Ліппе-Бестерфельдського. Її старшими сестрами були Беатрікс, в майбутньому королева Нідерландів, Маргрит і Ірена. Серед її хрещених був Вінстон Черчилль. З двох її імен батьки вибрали головним Марія.
Під час вагітності її мати заразилася на краснуху. З цієї причини дівчинка народилася майже сліпою. Згодом, у зв'язку з розвитком медицини, принцеса стала носити спеціальні окуляри, які дозволили їй відвідувати школу і жити нормальним життям.

## Порядок успадкування престолу
У 1963 році принцеса змінила ім'я на друге — Христина. Переїхала в Монреаль, де вивчала класичну музику. Через кілька років вона влаштувалася на роботу викладачем музики в нью-йоркській школі. Під ім'ям Марії Христини Оранської принцеса познайомилася з кубинським емігрантом Хорхе Гільєрмо. Він народився в Гавані 1 серпня 1946 року.
Укласти шлюб було дуже складно, у зв'язку з тим, що Хорхе був католиком, Христина — протестанткою. Ця подія могла стати черговим скандалом в Нідерландах, так як в 1964 році старша сестра Христини, принцеса Ірена одружилася з герцогом Пармський Карлом Уго, також католиком. Але заручини відбулися, причому принцеса Крістіна офіційно перейшла в католицизм, відмовилася від прав на престол за себе і своїх нащадків.
Весілля відбулася 28 червня 1975 року в Соборі Святого Мартіна в Утрехті. Молодята проїхали вулицями міста, і тисячі голландців вийшли привітати їх. Після весілля пара оселилися в Нью-Йорку, але незабаром вони повернулися до Нідерландів і проживали в Гаазі.
У подружжя народилося троє дітей: Бернардо Фредерік Томас Гільєрмо (нар. 17 червня 1977) — одружений з Оленою Принц-Вальдес (нар. 2 серпня 1979) (з 2009 року), дочка — Ізабелла Крістіна (нар. 13 квітня 2009), син — Юліан Хорхе (нар. 21 вересня 2011);
Ніколас Даніель Мауріціо Гільєрмо (нар. 6 липня 1979);
Юліана Еден Антонія (нар. 8 жовтня 1981).
У 1996 році подружжя розлучилося. До смерті матері в 2004 році принцеса проживала разом з дітьми в Нью-Йорку. Після цього вона переїхала в Лондон, відвідує рідні Нідерланди, а також Італію.
Записала кілька компакт-дисків, була главою музичного центру в Гаазі. Принцеса співала на похоронах своєї матері і батька. Одне з останніх її публічних виступів відбулося на інавгурації короля Віллема-Олександра 30 квітня 2013 року, де вона з'явилася разом зі старшим сином Бернардо.